# (3577) Putilin
(3577) Putilin est un astéroïde de la ceinture principale, et plus spécifiquement du groupe de Hilda.

## Description
(3577) Putilin est un astéroïde du groupe de Hilda. Il présente une orbite caractérisée par un demi-grand axe de 3,95 UA, une excentricité de 0,20 et une inclinaison de 3,7° par rapport à l'écliptique.

## Compléments